# Законодательная власть Ирана
Законодательная власть Ирана — одна из трех ветвей власти в Исламской Республике Иран. 

## История
После установления Исламской республики и принятия новой конституции законодательная власть начала работать в виде однопалатного парламента, называемого Исламским консультативным советом. В Исламский консультативный совет, обязанностью которого является введение и исправление законов согласно конституции, входит 270 членов, выбираемых сроком на 4 года. Религиозное меньшинство – зороастрийцы и иудеи – имеют в парламенте по одному представителю, христиане-ассирийцы и халдеи – одного вместе, армяне-христиане Юга и Севера – по одному представителю. Границы избирательного округа и число представителей определяет закон. Способ организации и ведения заседаний, а также осуществления деятельности представителей в Исламском консультативном совете соответствует внутреннему регламенту самого парламента. На заседании открытия парламента проходит церемония приведения представителей к присяге. С целью управления делами Исламского консультативного совета, упорядочения и выполнения дел, связанных с представителями, контроля за управлением законодательной ветвью власти и ее связью с остальными ветвями власти, Исламский консультативный совет предусмотрел в своем внутреннем регламенте организацию президиума.

## Структура и процедура работы
С начала каждого законодательного периода предусмотрено три типа президиума: 1) возрастной 2) временный 3) постоянный.
Возрастной президиум составляют два самых пожилых и два самых молодых представителя. Временный президиум из 12 человек назначается голосованием самих представителей, отвечающих за рассмотрение мандатов в парламенте, и состоит из одного председателя, двух заместителей председателя, 3 управляющих делами и 6 секретарей. Мандат – документ, свидетельствующий, что его владелец выбран представлять парламент на основании правил требуемым по закону большинством голосов компетентных участников выборов. Законные исполнители и наблюдатели за выборами подписывают мандат и письменно подтверждают, что его владелец, согласно полученным и подсчитанным голосам, приобретенным в ходе честного голосования, имеет право стать представителем парламента.
Заседания парламента, при присутствии на них двух третей представителей становящиеся официальными, должны проходить открыто, а полный отчет о них должен быть доведен до сведения общественности посредством официальных радиостанций и газет. В экстренных случаях при прошении 10 представителей или одного из министров проводится закрытое заседание. Законопроекты и планы делятся на 4 категории: обычные, срочные, очень срочные, безотлагательные, что определяется согласием двух третей присутствующих, а постановления, принятые на закрытом заседании, действительны только в случае, если будут утверждены тремя четвертями всех представителей в присутствии Совета стражей конституции. Отчет об этих постановлениях после разрешения чрезвычайной ситуации должен быть доведен до сведения общественности. На основании пунктов, изложенных в конституции (глава шестая, пункты 62-99), постановления Исламского консультативного совета после прохождения обычных утвержденных этапов доводятся до сведения исполнительной и судебной ветвей власти с целью реализации. На основе этого парламент является высшим законодательным органом в стране и может в соответствии с точным смыслом текста конституции ввести закон (пункт 72) относительно всех вопросов в пределах, установленных конституцией и предписаниями религии. Исполнительная и судебная ветви власти, каждая по-своему ответственна за реализацию постановлений парламента после подтверждения их Советом стражей конституции, а парламент также несет ответственность за контроль за правильностью исполнения своих постановлений двумя вышеуказанными ветвями власти.
Также на основании пункта 76 конституции парламент имеет право изучения и наведения справок обо всех делах в стране (в том числе, о делах, связанных с исполнительной и судебной ветвями власти). Кроме этого, кабинет министров и премьер-министр должны до принятия каких-либо мер после представления и утверждения их президентом получить вотум доверия от парламента, и представители парламента могут при согласии как минимум одной четвертой от общего числа представителей парламента спрашивать у президента и министров об их обязанностях, и в Исламском консультативном совете может быть рассмотрена интерпелляция министров со стороны как минимум 10 представителей. Лицо или группа, которой задается вопрос или по отношению к которой осуществляется интерпелляция, также обязаны дать ответ (пункты 87, 88 и 89).
Согласно внутреннему регламенту парламента, работу парламента выполняют два вида комиссий: внутренние комиссии, числом больше двадцати, состоящие из 7-13 членов, и особые комиссии, образовываемые временно по важным и исключительным вопросам и состоящие максимум из 21 члена. Одной из важнейших внутренних комиссий парламента является комиссия пункта 90, ответственная за рассмотрение жалоб людей. Согласно пункту 90 конституции: «Любое лицо, имеющее жалобу на метод работы парламента или исполнительной или судебной ветвей власти, может письменно подать свою жалобу в Исламский консультативный совет. Парламент обязан рассмотреть данную жалобу и дать удовлетворяющий ответ, а в случаях, когда жалоба связана с исполнительной или судебной ветвями власти, потребовать рассмотрение жалобы и удовлетворяющий ответ от них и объявить результат в подобающий срок, и если случай касается общественности, довести его до всеобщего сведения». Законодательная власть осуществляет деятельность двумя способами: непосредственно, путём проведения референдума при согласии двух третей от общего количества представителей, и опосредованно – путём подготовки и принятия закона по всем вопросам, в пределах, установленных в конституции, и с согласия Совета стражей конституции. Вместе с законодательной ветвью власти в трудных случаях, неразрешимых обычным путём, введением законов занимается также Совет по определению политической целесообразности.

## Главы законодательной власти
В настоящее время за руководство данной ветвью власти ответственность несет Али Лариджани.